# Сикким (княжество)
Княжество Сикким (Классический тибетский и сиккимский: འབྲས་ལྗོངས། Drenjoung), ранее известное как Дремошонг (Классический тибетский и сиккимский: འབྲས་མོ་གཤོངས།, официальное название до 1800-х годов) — наследственная монархия с 1642 по 16 мая 1975 года в Восточных Гималаях. Им правили Чогьялы из династии Намгьялов.

## История

### Непальское господство
В середине XVIII века Сикким был захвачен Непалом (тогда ещё царством Горкха) и находился под властью Горкха более 40 лет. Между 1775 и 1815 годами почти 180 000 этнических непальцев из Восточного и Центрального Непала мигрировали в Сикким. Однако после британской колонизации Индии Сикким вступил в союз с Британской Индией, поскольку у них был общий враг — Непал. Разъяренные непальцы мстительно напали на Сикким, захватив большую часть региона, включая Тераи. Это побудило Британскую Ост-Индскую компанию напасть на Непал в 1814 году, что привело к Англо-непальской войне (1814—1816). Сегаульский договор (1815) между Великобританией и Непалом и Титалийский договор между Сиккимом и Британской Индией привели к территориальным уступкам Непала, который уступил Сикким Британской Индии.

### Британский и Индийский протектораты
В соответствии с Тумлонгским договором 1861 года Сикким стал британским, а затем индийским протекторатом в 1950 году.

### Присоединение к Индии
В 1975 году обвинения в дискриминации непальских индусов в Сиккиме вызвали возмущение против династии Чогьялов. Их подстрекательство привело к тому, что индийская армия вступила в Гангток. По словам Сунанды К. Датта-Рэй в газете The Statesman, армия перебила дворцовую охрану и окружила дворец в апреле 1975 года.
После разоружения дворца был проведен референдум о монархии, на котором население Сиккима подавляющим большинством проголосовало за отмену монархии, и новый парламент Сиккима, возглавляемый Кази Лхендупом Дорджи, предложил законопроект о том, чтобы Сикким стал индийским штатом, который был немедленно принят Правительством Индии, и 16 мая Сикким вошёл в состав.

## Культура и религия
В культурном и религиозном отношении Сикким был тесно связан с Тибетом, из которого эмигрировал его первый король, и Бутаном, с которым он граничит. Присутствие большого этнического непальского населения, главным образом из Восточного и Центрального Непала, также приводит к культурным связям с Непалом.

## Список Чогьялов Сиккима (1642—1975)
| Номер | Годы правления | Портрет | Чогьял (Продолжительность жизни)                     | Мероприятия |
| ----- | -------------- | ------- | ---------------------------------------------------- | --- |
| 1     | 1642—1670      |         | Пунцог Намгьял (1604—1670)                           | Взошёл на престол и был посвящён в сан первого Чогьяла Сиккима. Сделал столицу в Юксом. |
| 2     | 1670—1700      |         | Тэнсунг Намгьял (1644—1700)                          | Перенёс столицу из Юксома в Рабденце. |
| 3     | 1700—1717      |         | Чакдор Намгьял (1686—1717)                           | Сводная сестра Чакдора, Пендионгму, пыталась его свернуть. Он бежал в Лхасу, но был восстановлен в качестве царя с помощью тибетцев. |
| 4     | 1717—1733      |         | Гьюрмед Намгьял (1707—1733)                          | На Сикким напали непальцы. |
| 5     | 1733—1780      |         | Пунцог Намгьял II (1733—1780)                        | Непальцы совершили набег на Рабденце, тогдашнюю столицу Сиккима. |
| 6     | 1780—1793      |         | Тенцинг Намгьял (1769—1793)                          | Чогьял бежал в Тибет, а позже умер там в изгнании. |
| 7     | 1793—1863      |         | Цудпуд Намгьял (1785–1863)                           | Самый долгоправящий Чогьял Сиккима. Перенёс столицу из Рабденце в Тумлонг. В 1817 году был подписан Титалийский договор между Сиккимом и Британской Индией, по которому территории, утраченные Непалом, были присвоены Сиккиму. Дарджилинг был подарен Британской Индии в 1835 году. Два британца, доктора Арчибальд Кэмпбелл и Джозеф Далтон Гукер, были захвачены сиккимцами в 1849 году. Военные действия между Британской Индией и Сиккимом продолжались и привели к подписанию договора, по которому Дарджилинг был возвращён. |
| 8     | 1863—1874      |         | Сидеконг Намгьял (1819 — апрель 1874)                | |
| 9     | 1874—1914      |         | Тхутоб Намгъял (1860 — 11 февраля 1914)              | Джон Клод Уайт был назначен первым политиком в Сиккиме в 1889 году. Столица переместилась из Тумлонга в Гангток в 1894 году. |
| 10    | 1914           |         | Сидеконг Намгьял II (1879 — 5 декабря 1914)          | Самый короткоправящий Чогьял Сиккима, властвующий с 10 февраля по 5 декабря 1914 года. Умер от сердечной недостаточности в возрасте 35 лет при загадочных обстоятельствах. |
| 11    | 1914—1963      |         | Таши Намгьял (26 октября 1893 — 2 декабря 1963)      | В 1950 году был подписан договор между Индией и Сиккимом, по которому Индия получила сюзеренитет над Сиккимом. |
| 12    | 1963—1975      |         | Палден Тондуп Намгьял (22 мая 1923 — 29 января 1982) | Последний Чогьял из Сиккима. После референдума 1975 года Сикким стал индийским штатом. |

Сын от первого брака Палдена Тондупа Намгьяла, Вангчук Намгъял (род. 1 апреля 1953 года), был назван 13-м Чогьялом после смерти своего отца 29 января 1982 года, однако, начиная с 2003 года, эта должность не даёт никаких официальных полномочий.